# Strigula laceribracae
Strigula laceribracae är en lavart som beskrevs av R. C. Harris. Strigula laceribracae ingår i släktet Strigula och familjen Strigulaceae.   Inga underarter finns listade i Catalogue of Life.